# 布恩維爾 (紐約州村)
布恩維爾（英語：Boonville）是位於美國紐約州奧奈達縣的村。

## 人口
根據2020年美國人口普查的數據，布恩維爾的面積為4.49平方千米，當中陸地面積為4.48平方千米，而水域面積為0.01平方千米。當地共有人口2020人，而人口密度為每平方千米450人。